# Torloniasamlingen
Torloniasamlingen är en italiensk privat konstsamling, bestående av 620 antika grekiska och romerska skulpturer som samlats familjen Torlonia i Rom. Omkring 160 av artiklarna är byster och är en av de största samlingarna av romerska porträttskulpturer i världen.

## Historik
Samlingens kärna anskaffades Giovanni Torlonia (1754-1829) och dennes son Alessandro Torlonia (1800-1886). År 1800 köpte Giovanni Torlonia inventarierna i den ateljé, som tillhörde den året närmast dessförinnan avlidne 1700-talsskulptören och renoveraren Bartolomeo Cavaceppi (1715–1799). Den antika delen av samlingen bestod av tusentalet enheter av helskulpturer, byster, reliefer samt delar av dekorationer och arkitekturdetaljer. Samlingen innehöll också en rad av samtida skulpturer av Cavaceppi, moderna kopior av antika skulpturer, målningar, gipsavgjutningar, modeller i lera och maquetter.
År 1816 införskaffades 269 statyer från 1600-talssamlaren Vincenzo Giustiniani den yngres konstsamling som varit säkerhet för ett lån. I denna samling ingick bland annat Giustiniani Hestia.
År 1866 köpte familjen Villa Albani och dess samlingar, vilka anskaffats av kardinalen Alessandro Albani med assistans av Johann Joachim Winckelmann. En av de mest berömda konstverken från Villa Albanisamlingen är Torloniavasen, en marmorkrater som står på snidade lejonfötter och pryds av en relief runt om som avbildar ett bacchialiskt dryckeslag. Denna tros ha utsmyckat Agrippina den äldres trädgård mellan  kullen Janiculum och Ager Vaticanus. Innan vasen kom i kardinal Albani ägo, hade den tillhört Cesisamlingen från 1500-talet.

### Utgrävningar

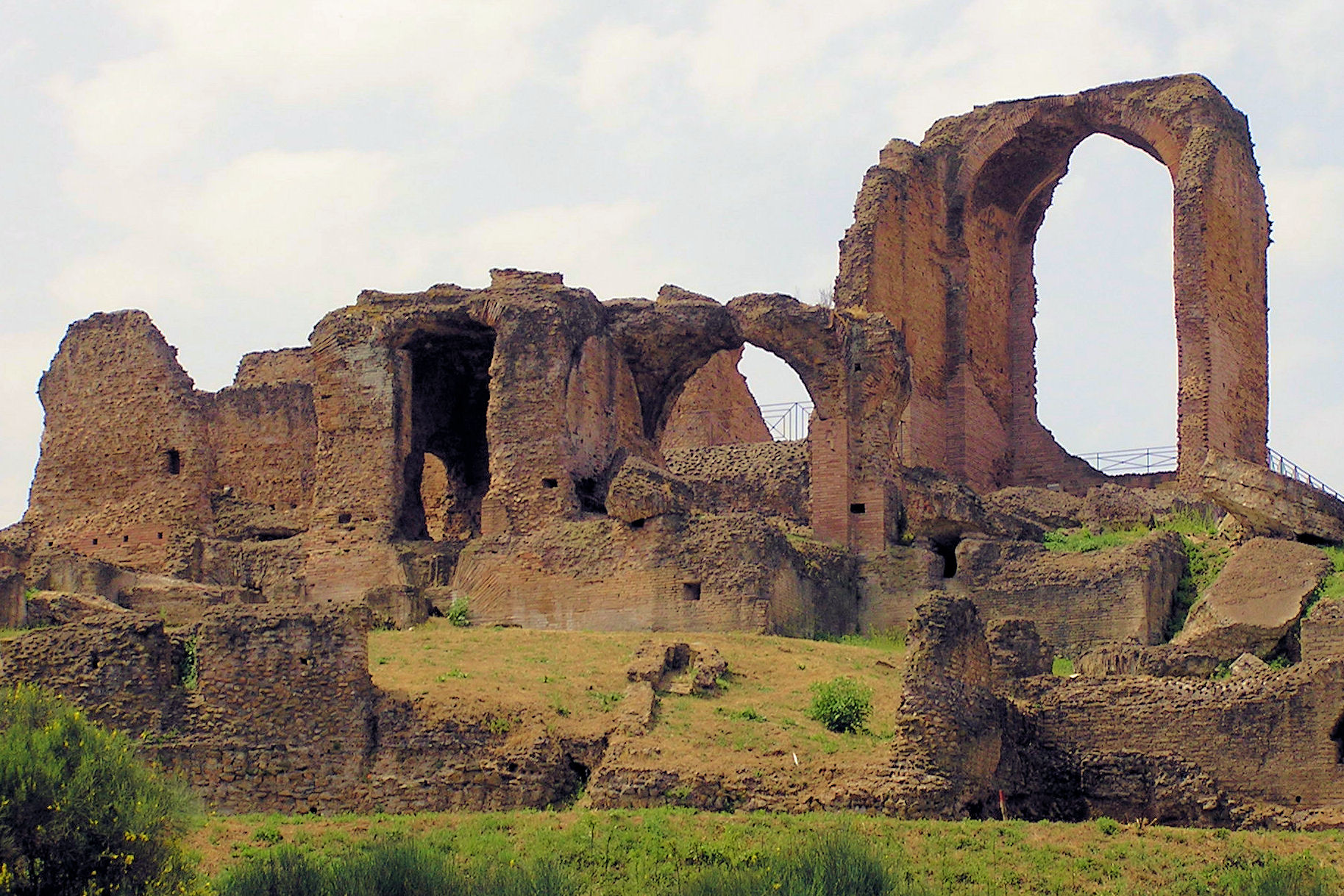
Villa dei Quintili, en av många av familjen Torlonias utgrävningsplatser under 1800-talet

Familjen Torlonia lär gräva ut antika ruiner på sitt gods Roma Vecchia, som innefattade platser som Villa dei Quintili och Villa dei Sette Bassi, nära Via Appia, samt Villa Maxentius vid Via Latina.
Mellan 1827 och 1828 gjordes utgrävningar i närheten av Anzio, och ytterligare arbete utfördes på familjens gods Caffarella och Quadraro, samt i Portus, som var kejsardömet Roms viktigaste hamn. Fynden från dessa platser togs till Palazzo Bolognetti-Torlonia och överflyttades senare till Torloniamuseet efter det att det grundades. Andra gods som anskaffades för att kunna göra utgrävningar låg i Toskana och Sabinum.

### Museum
Allessandro Torlonia (1800–1886) grundade 1875 Torloniamuseet vid Via della Lungara i stadsdelen Trastevere i Rom. Då bestod samlingen av 517 konstverk, och senare kompletteringar gjordes fram till 1884, då samlingen uppgick till 620 skulpturer. Museet visades enbart för mindre grupper besökare, och dess tillgänglighet för konstexperter var begränsad. En katalog utgavs 1884 av Pietro Ercole Visconti med fotosatta bilder av samtliga 620 konstverk, som spreds till enskilda och till arkeologiska institutioners bibliotek. Museet stängdes under andra världskriget.

## Utställning
Sedan 1960-talet har icke framgångsrika förhandlingar förts mellan den italienska regeringen och familjen Torlonia om visningar eller försäljning av samlingen.
År 2013 grundade Alesandro Torlonia (1925-2017) Torloniastiftelsen för att administrera konstsamlingen. Familjen, stiftelsen och den italienska regeringen ingick 2016 ett avtal om att visa samlingen. En restaurering av konstverken, framför allt för att rensa dem från tjocka dammlager, betalades av firman Bulgari och påbörjades 2016.
I oktober 2020 öppnades en utställning av 92 konstverk från Torloniasamlingen på Palazzo Caffarelli al Campidoglio, del av Kapitolinska museerna i Rom, vilket var den första offentliga visningen av verk ur samlingen efter det att Torloniamuseet stängdes under andra världskriget. Efter det att utställningen i Rom stängt 2022, är avsikten att utställningen först ska visas i Milano och utomlands, för att senare kunna permanent ställas ut på någon plats i Rom, möjligen Palazzo Silvestri-Rivaldi.

## Bildgalleri

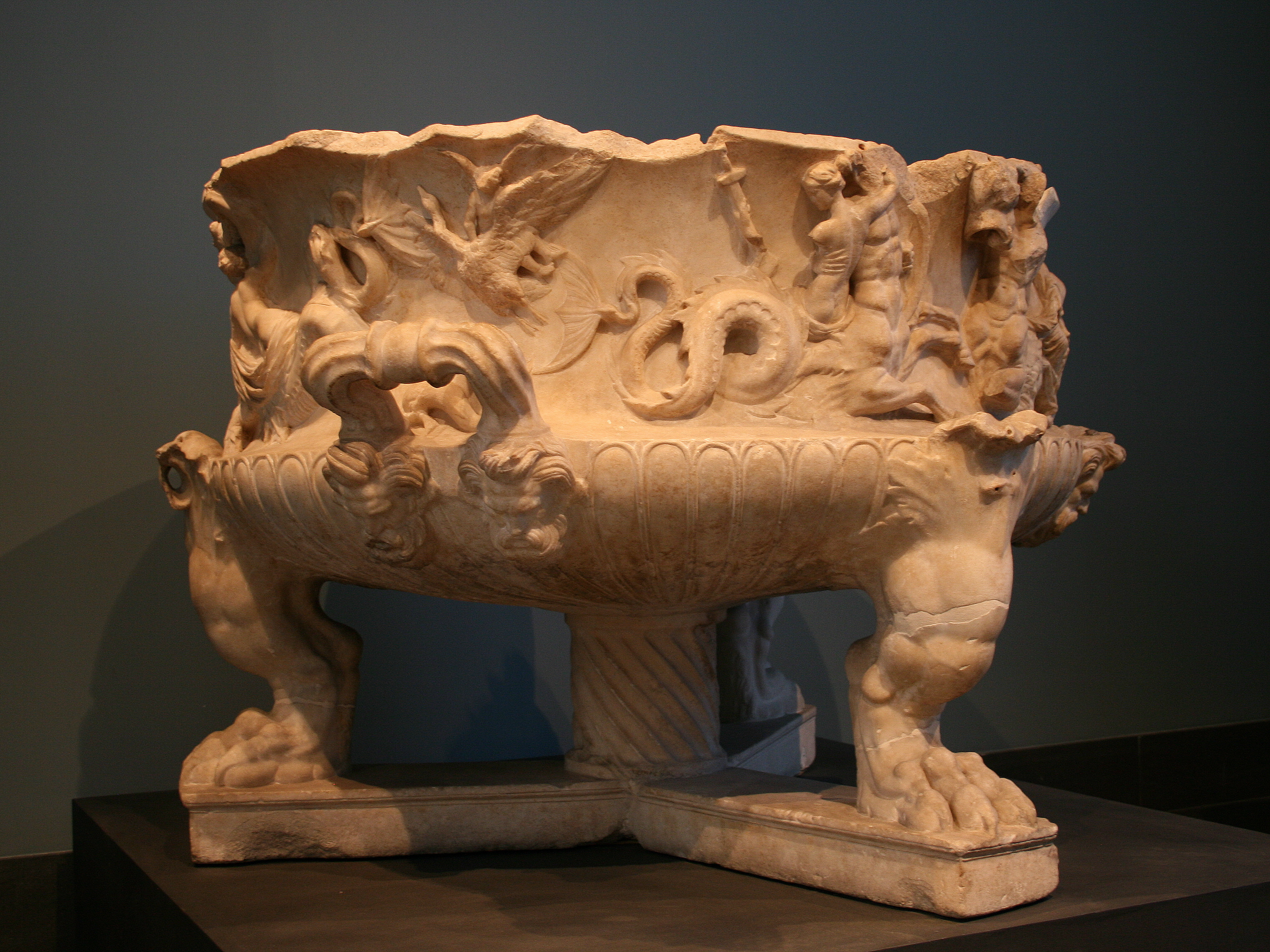
Torloniavasen
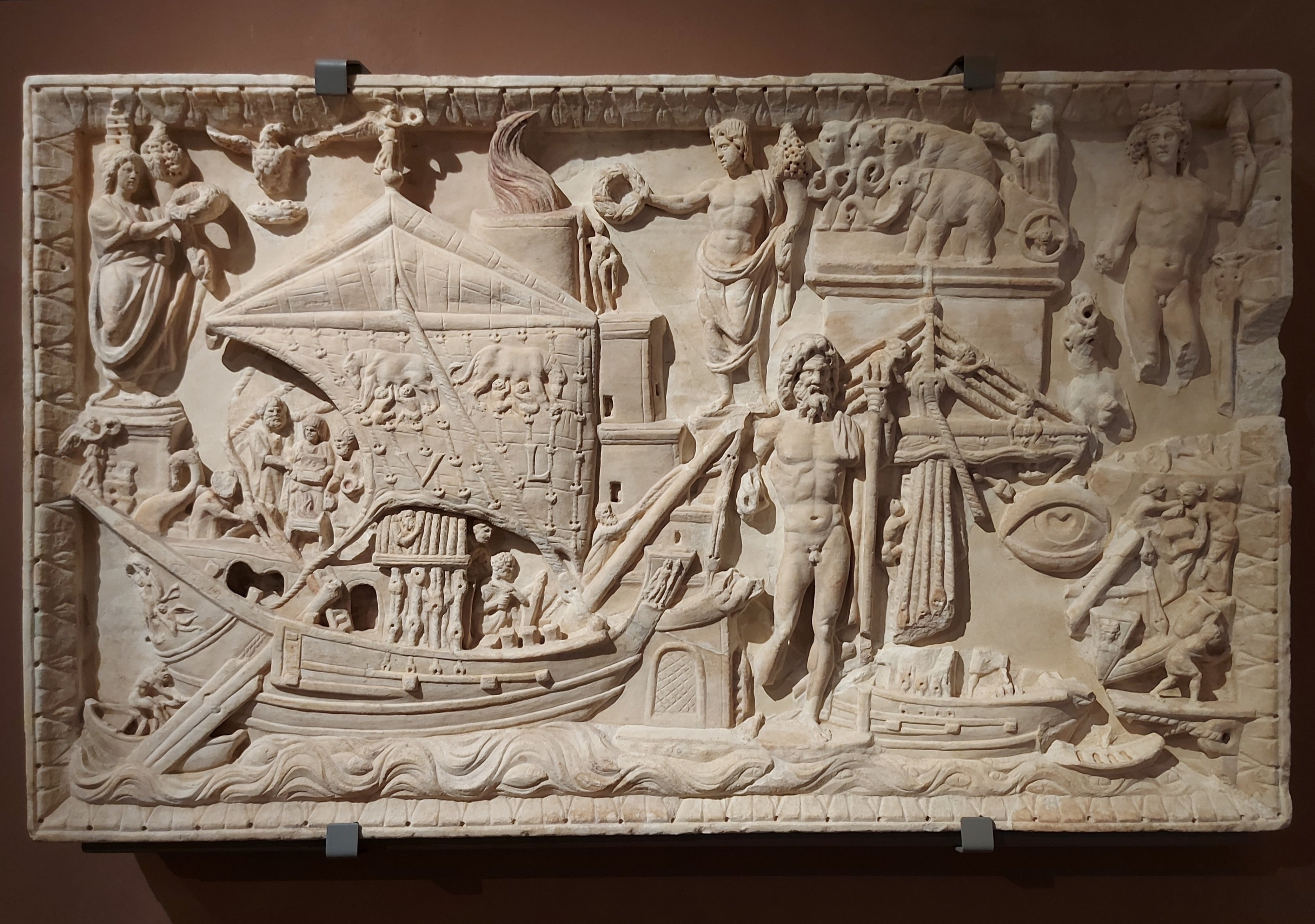
Portus
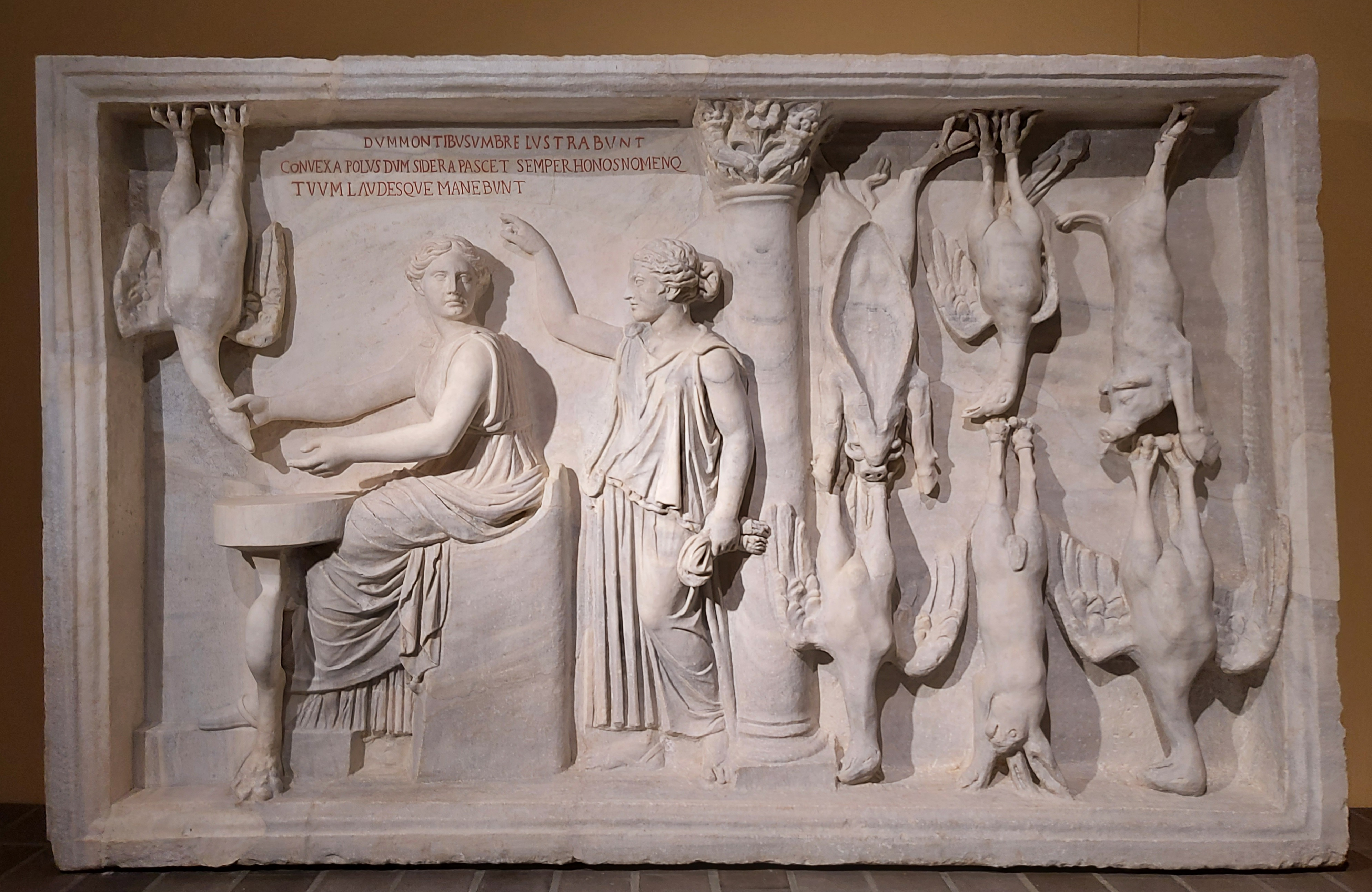
Slaktarbod
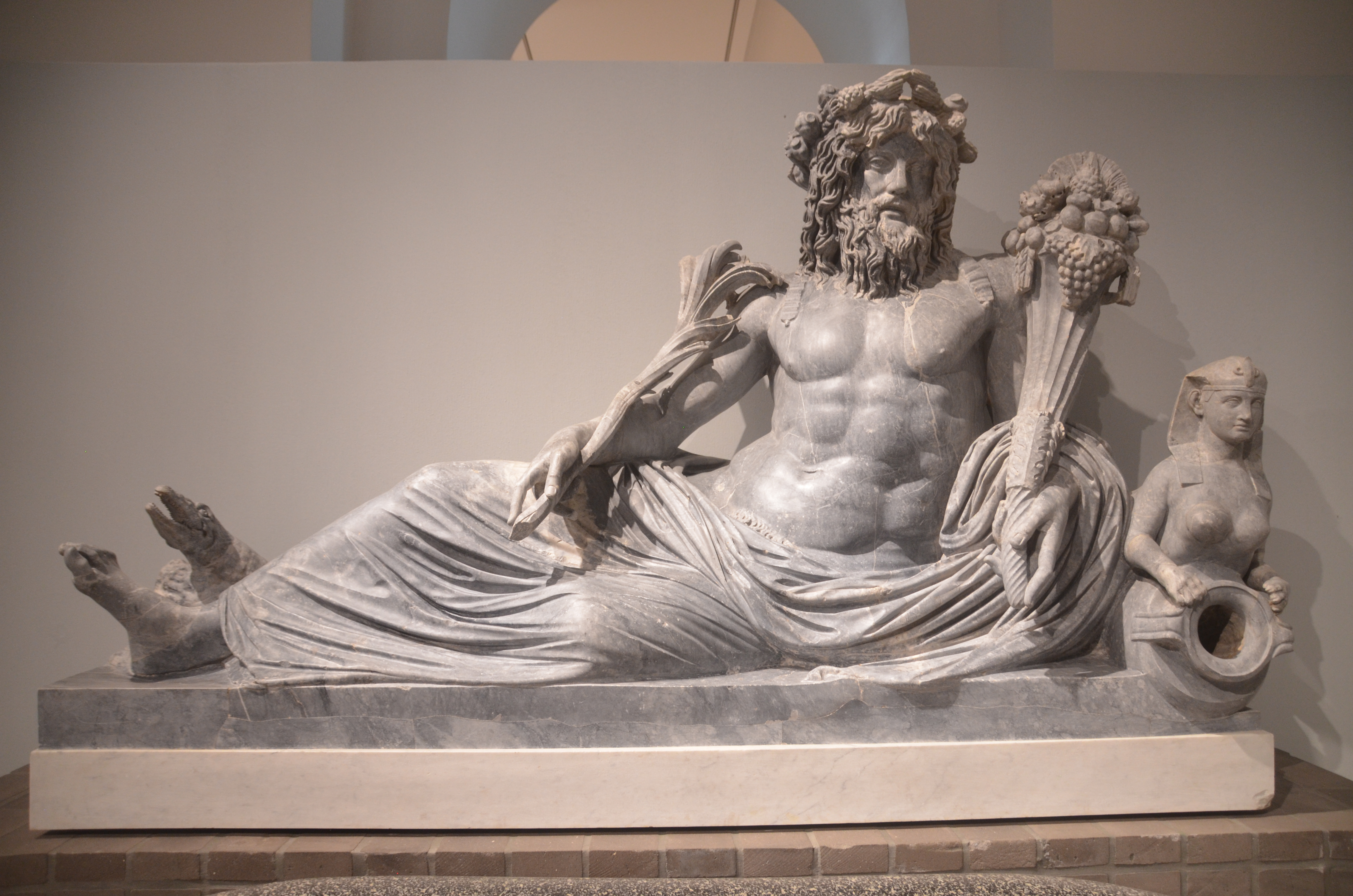
Allegori över Nilen
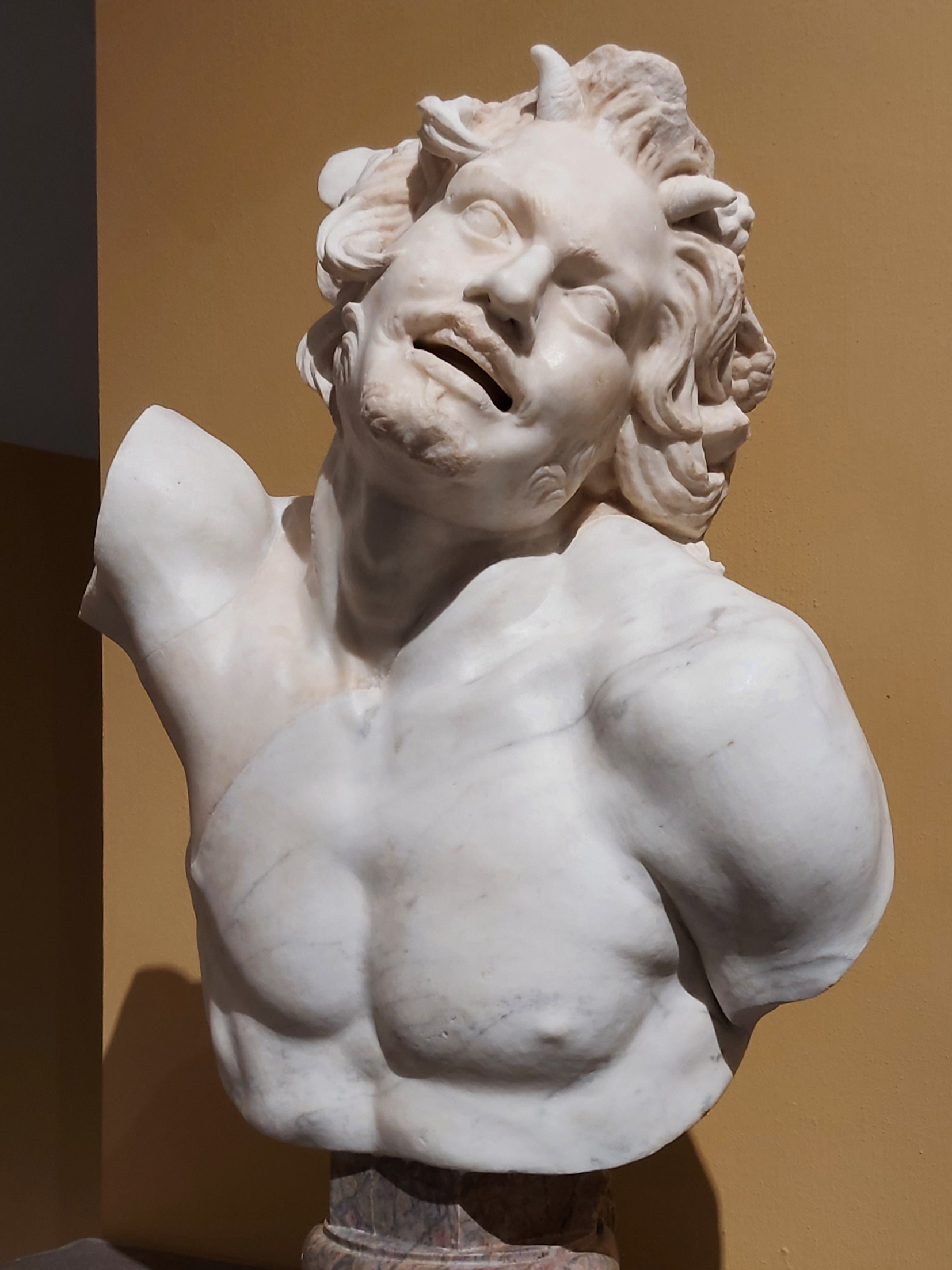
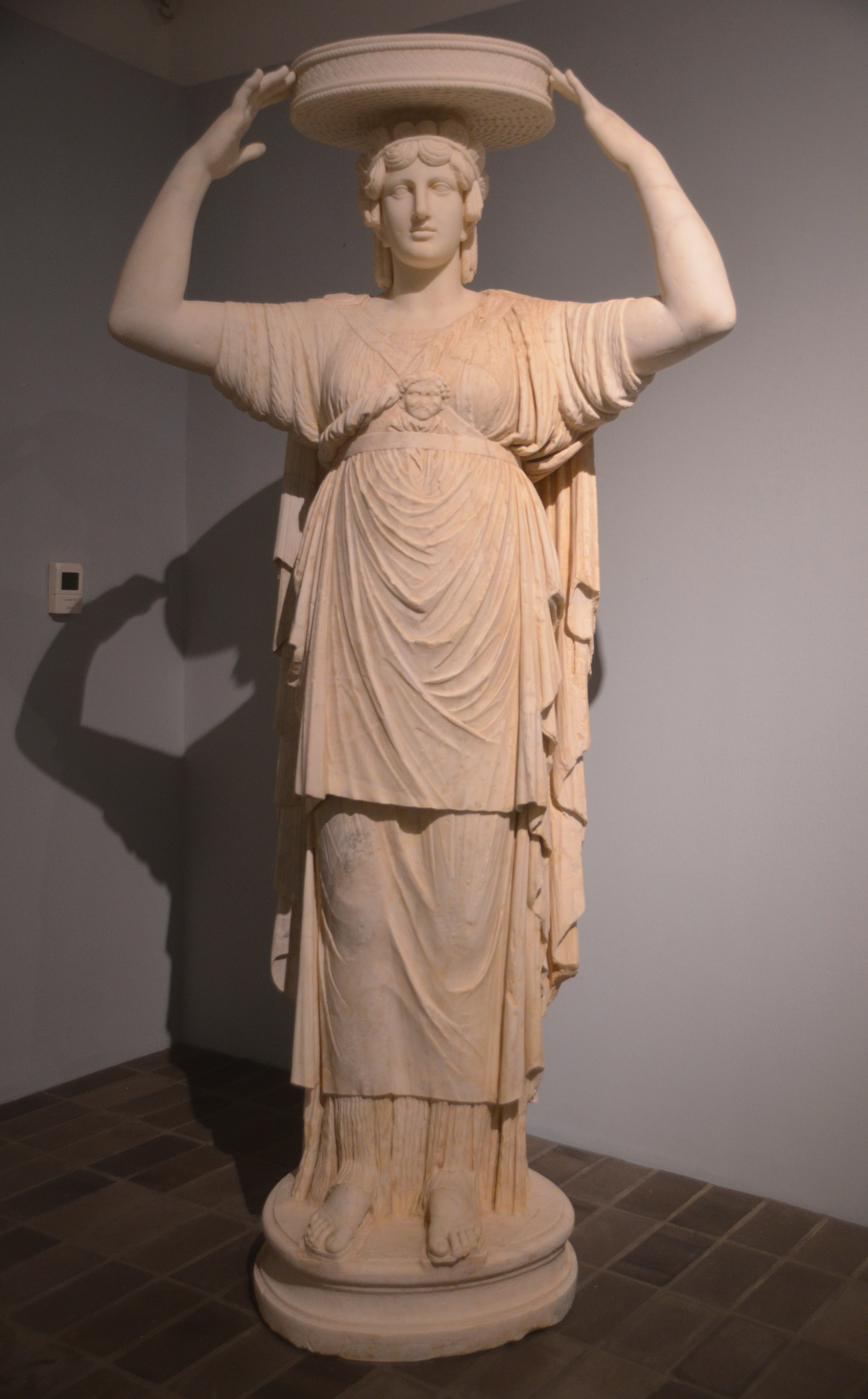
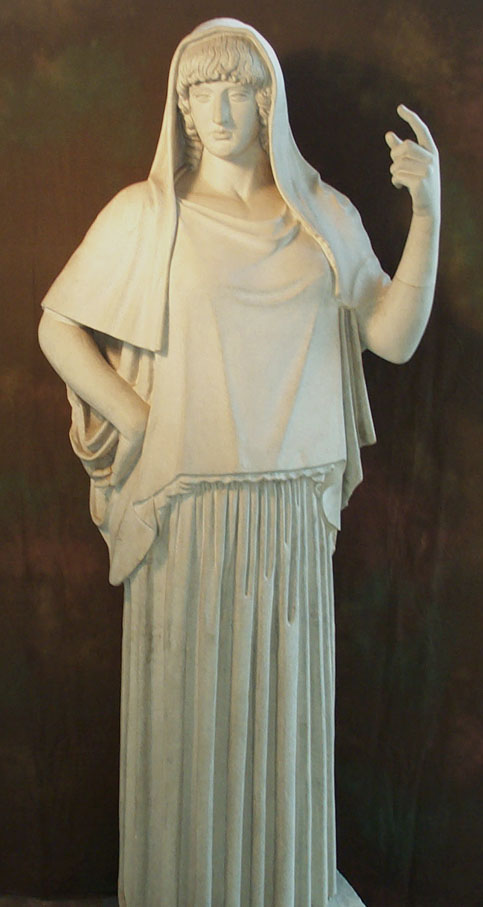
Hestia Giustiniani
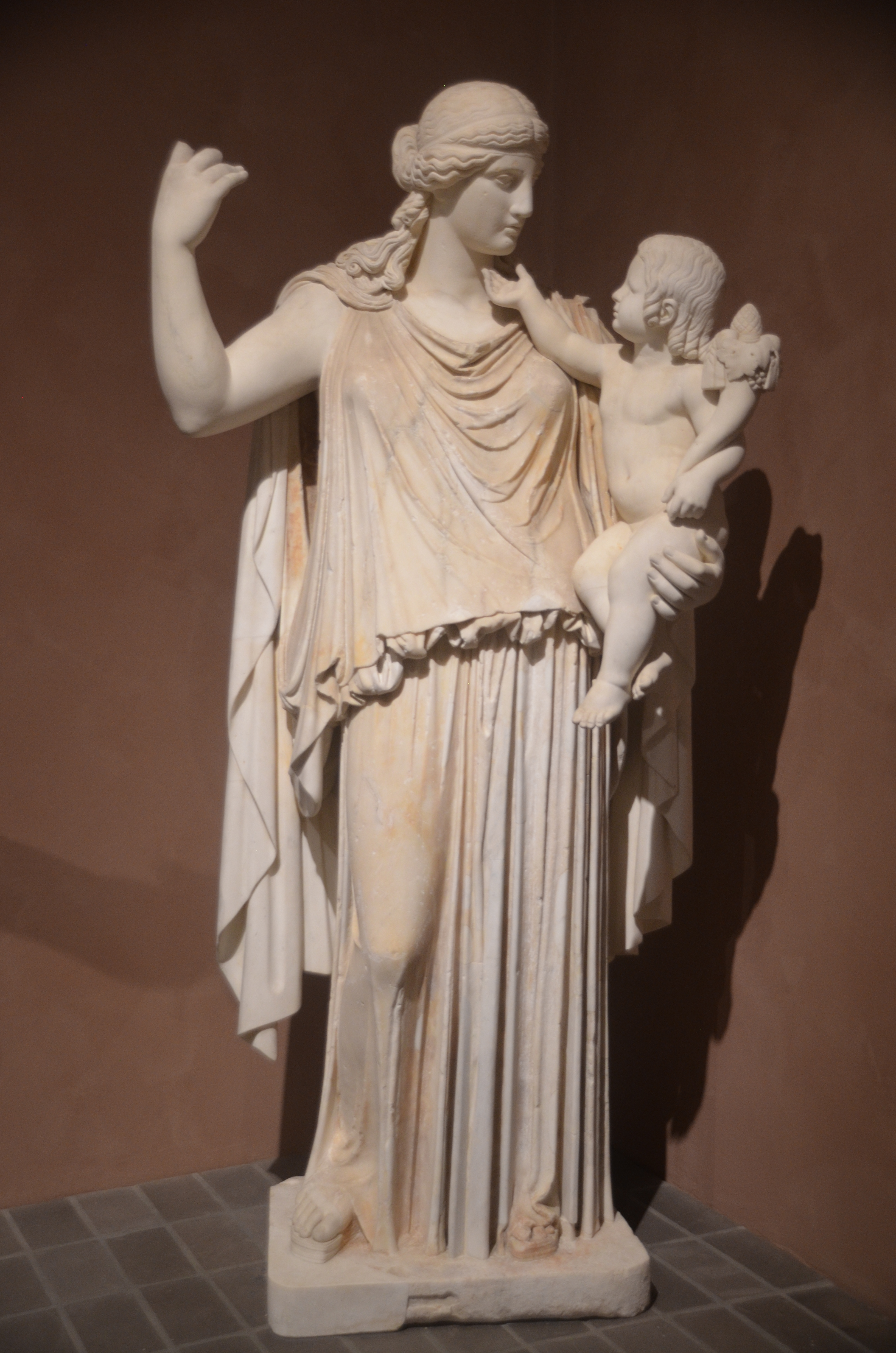
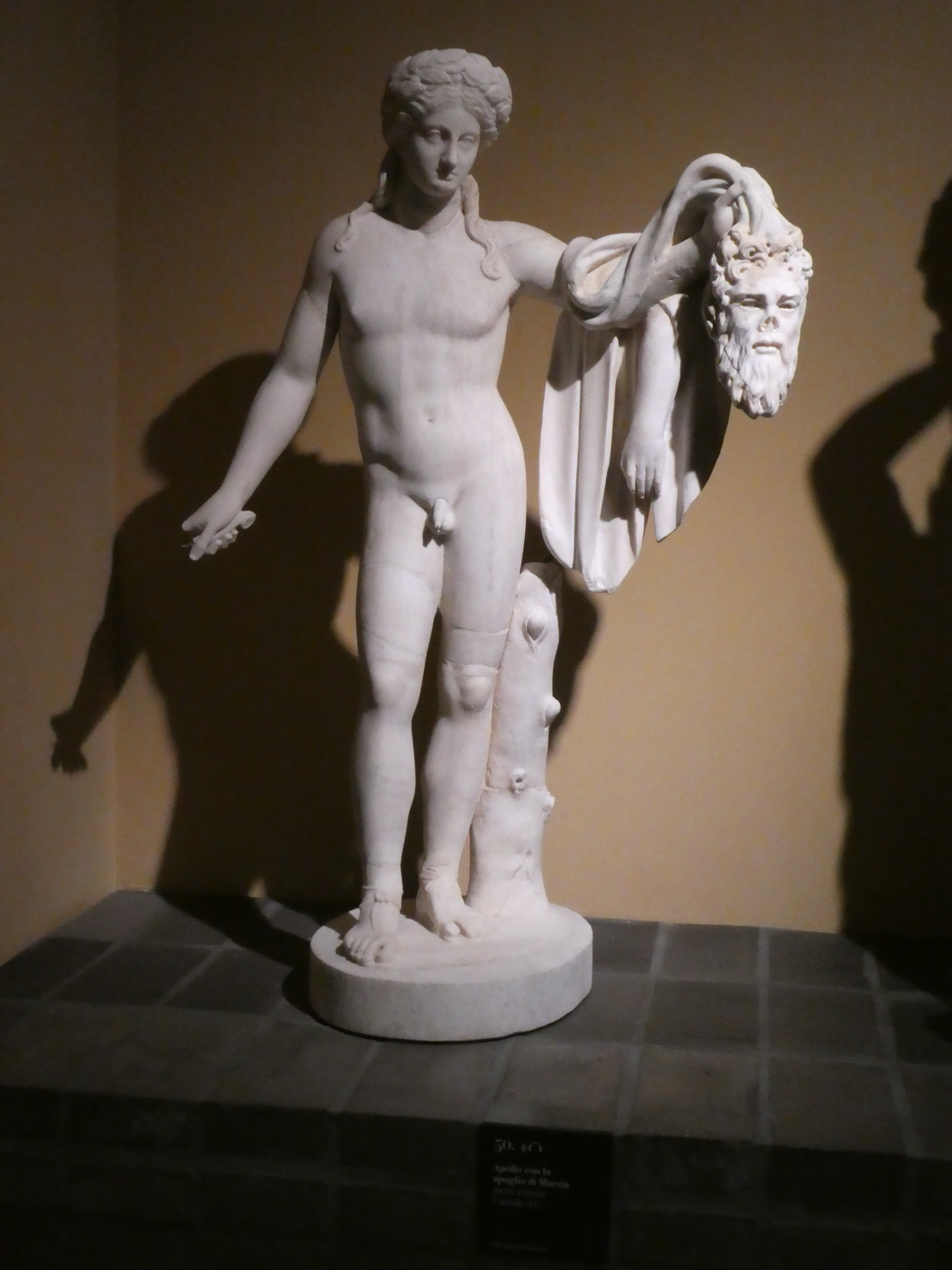
Apollon med Mars huvud
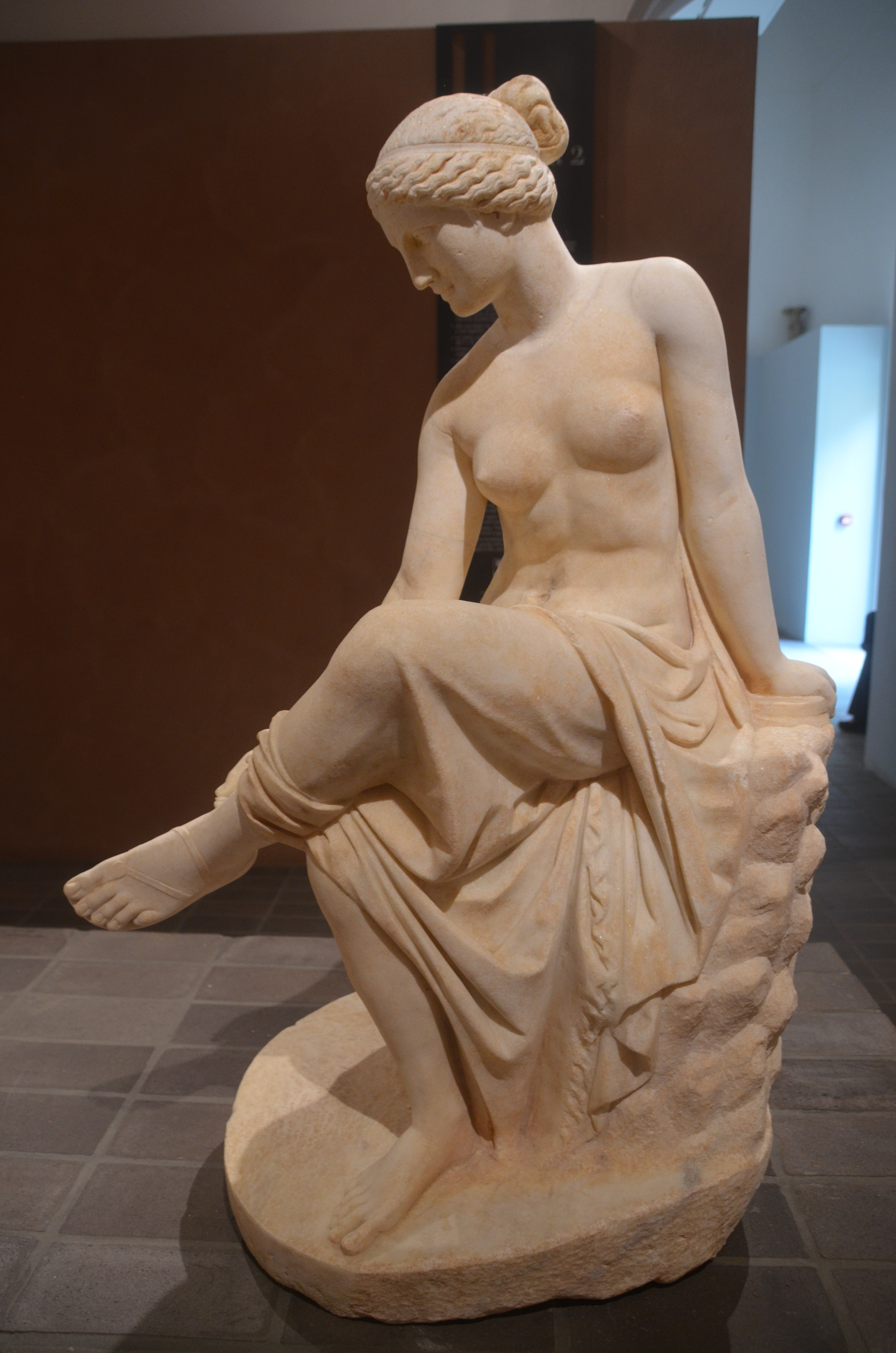
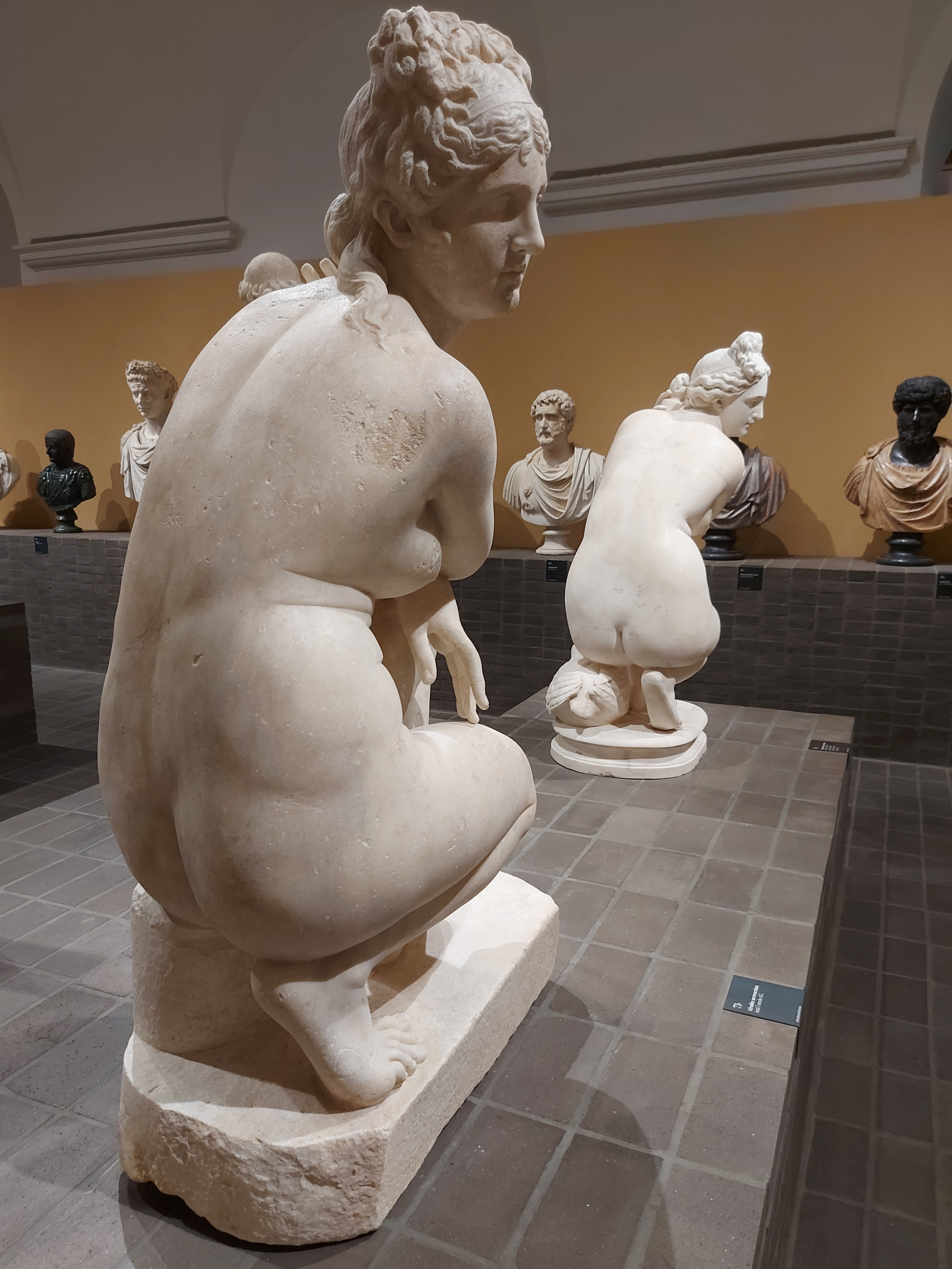
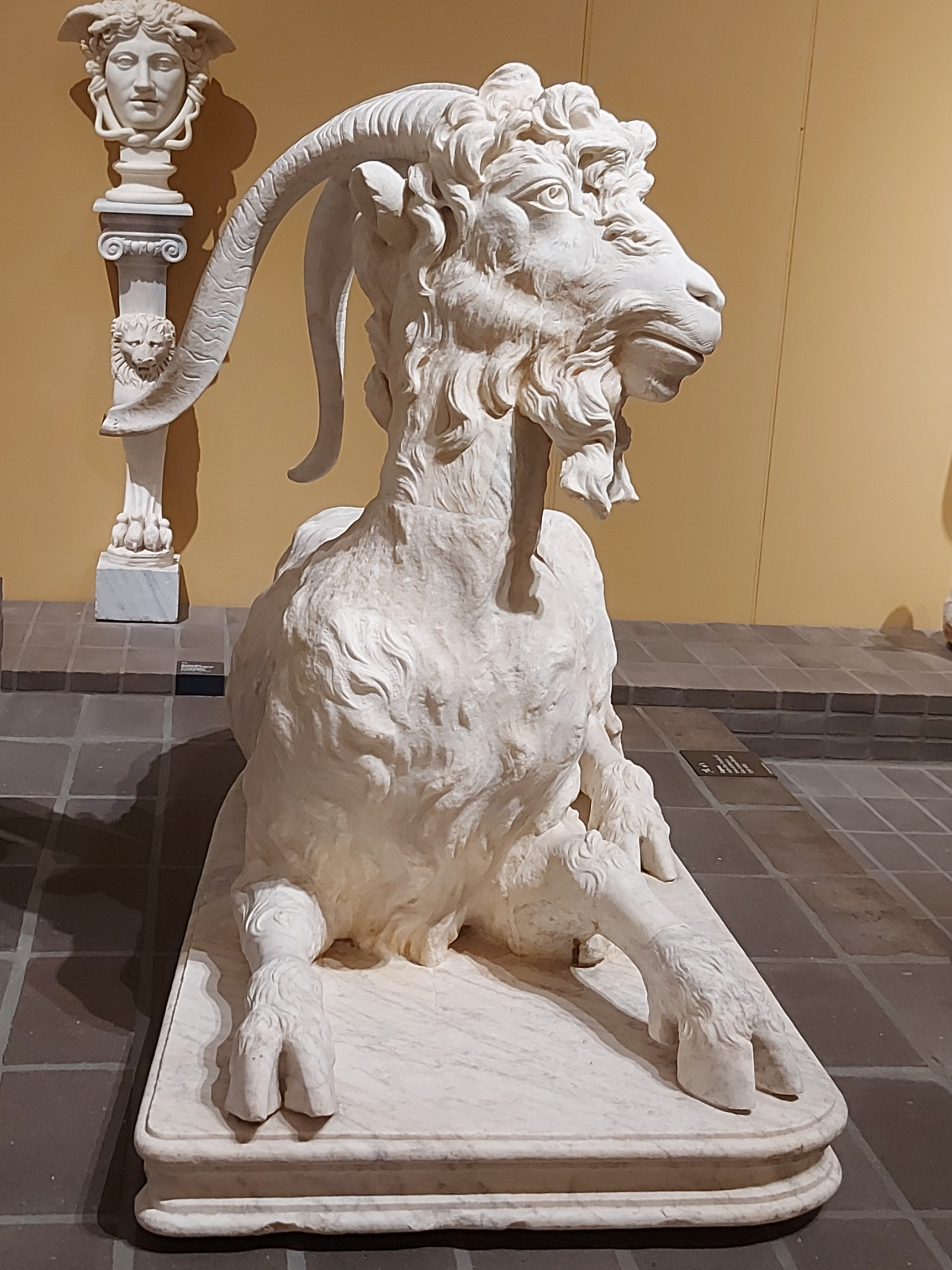
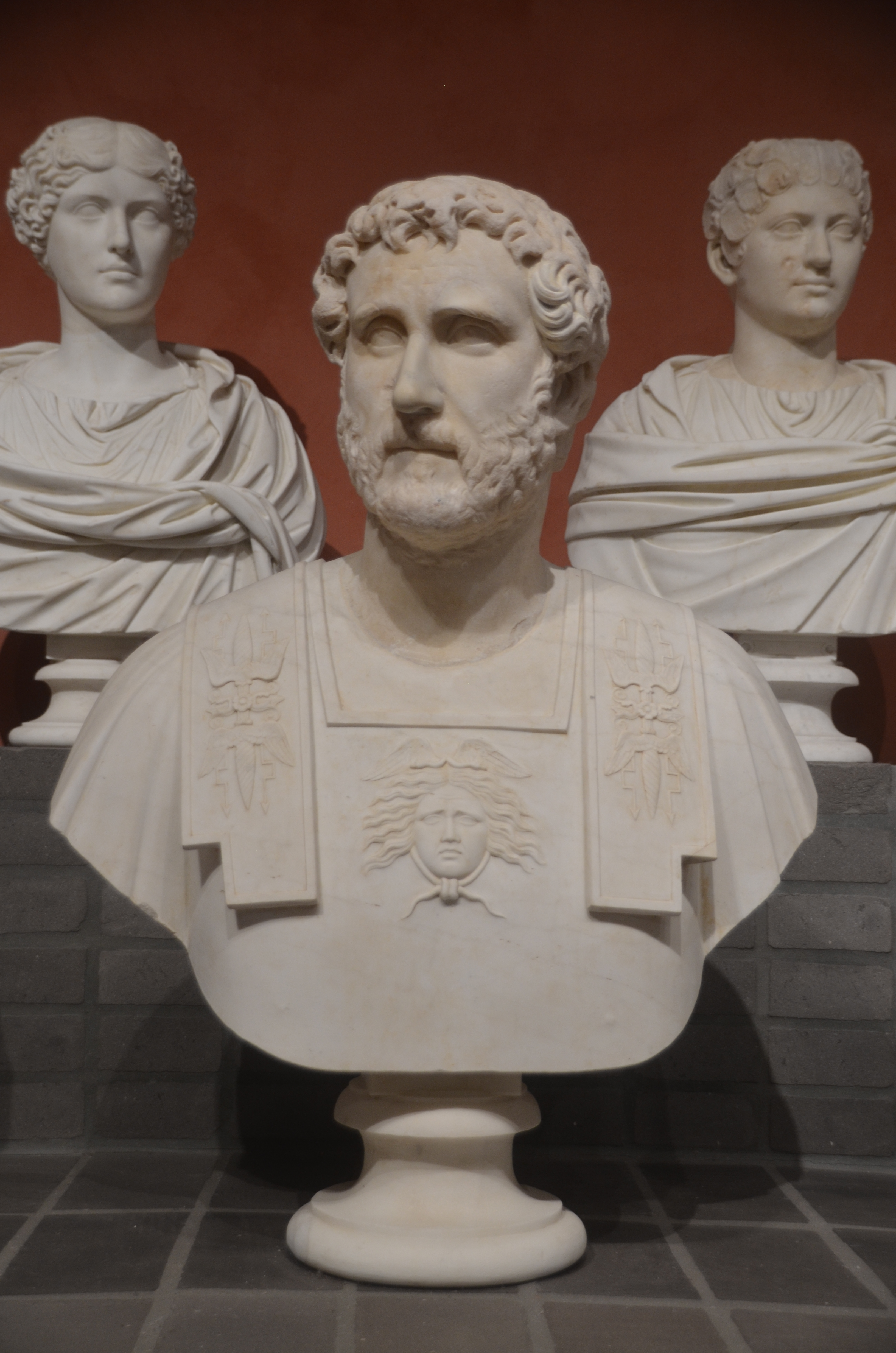
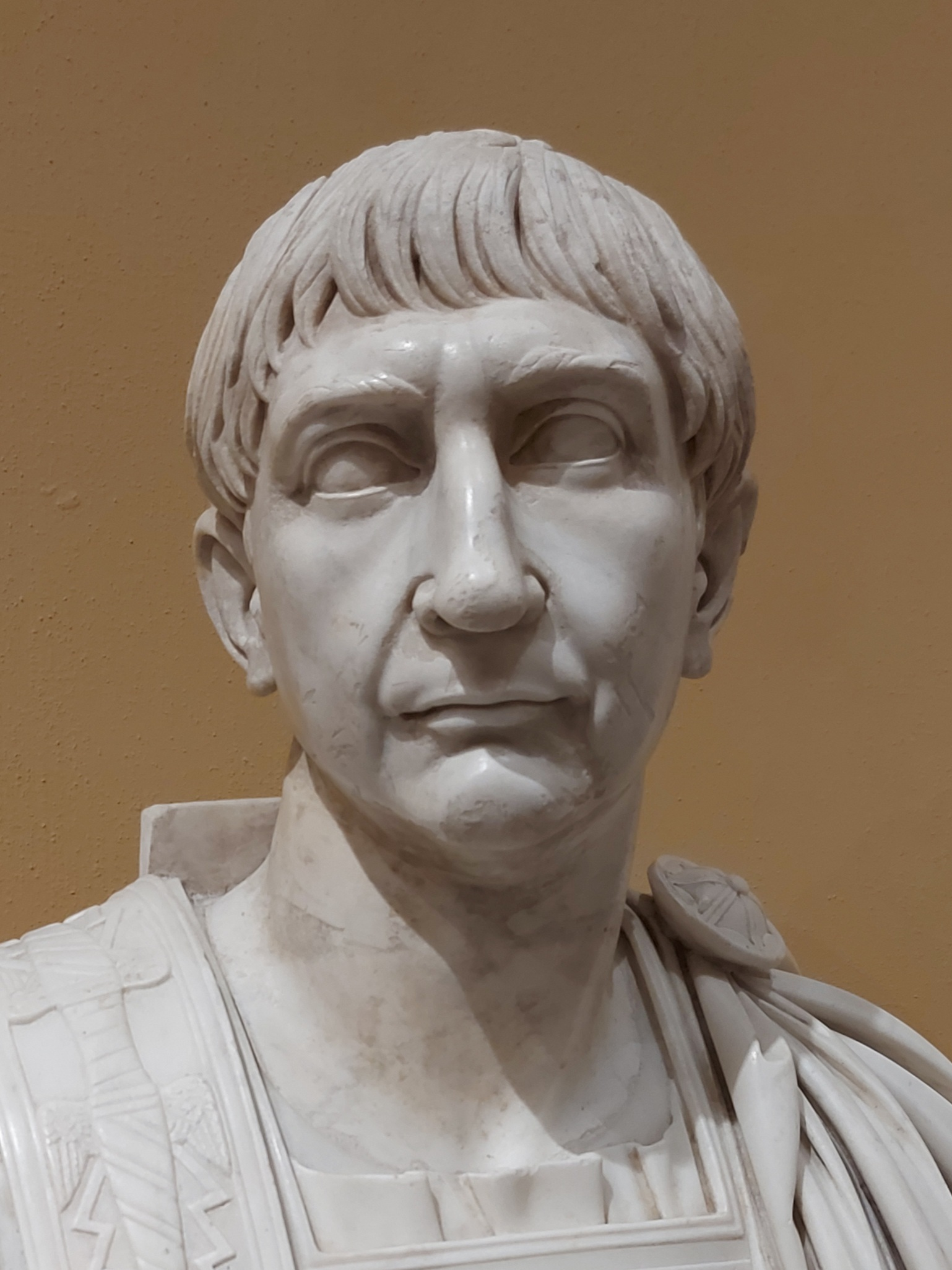
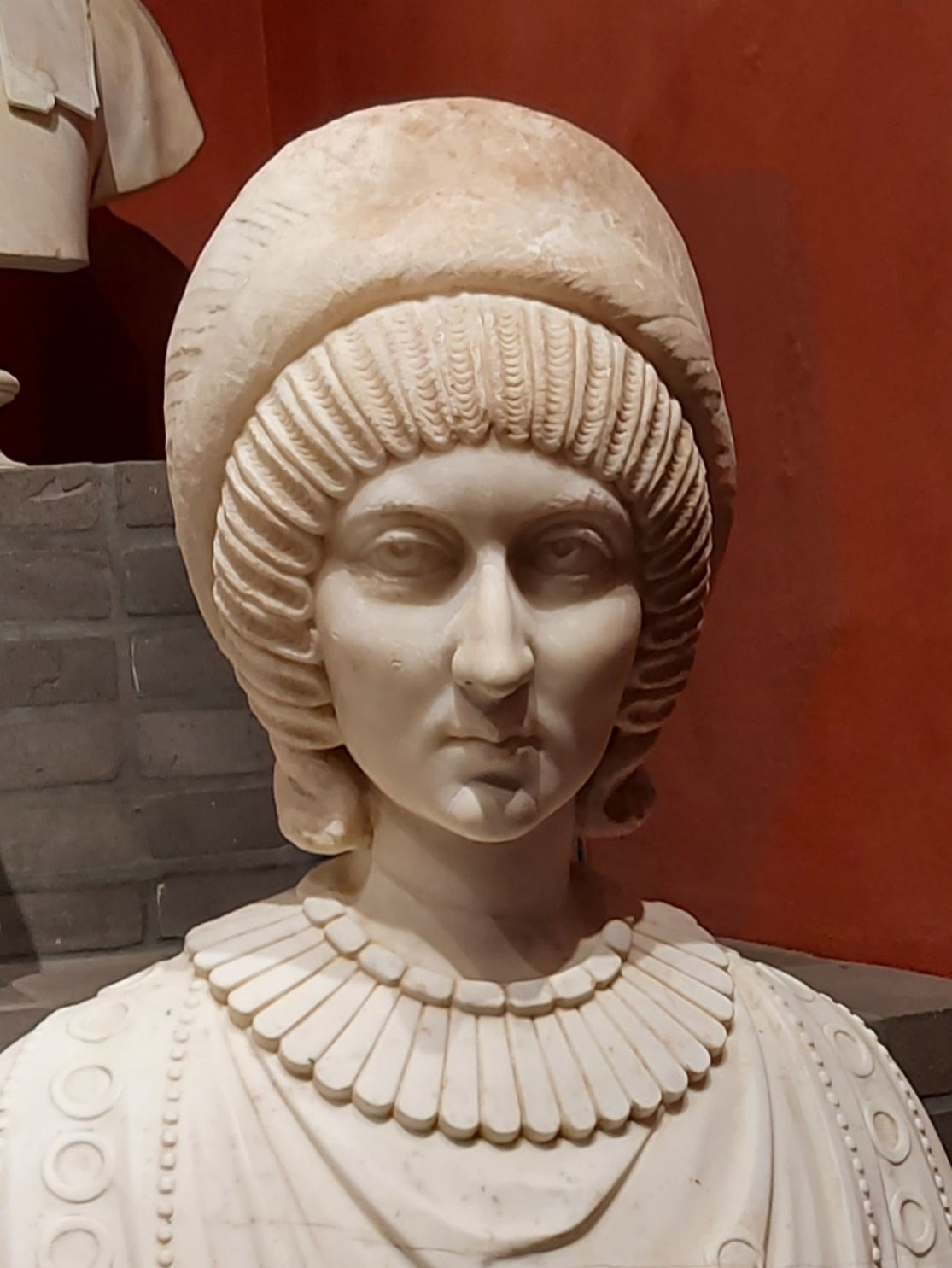